# Haemomaster venezuelae
Haemomaster venezuelae är en fiskart som beskrevs av Myers 1927. Haemomaster venezuelae ingår i släktet Haemomaster och familjen Trichomycteridae. Inga underarter finns listade i Catalogue of Life.